# 1163 Saga
1163 Saga este o planetă minoră (asteroid), cu un diametru de 32,429 km, din centura de asteroizi. A fost descoperită pe 20 ianuarie 1930 la Observatorul Königstuhl de Karl Wilhelm Reinmuth și a fost numită după Saga. 
Obiectul prezintă o orbită caracterizată de o semiaxă mare de 3,2172623 UAi, o excentricitate de 0,047937, o înclinație de 9,02352 ° în raport cu ecliptica.